# Amt Neustadt (Baden)

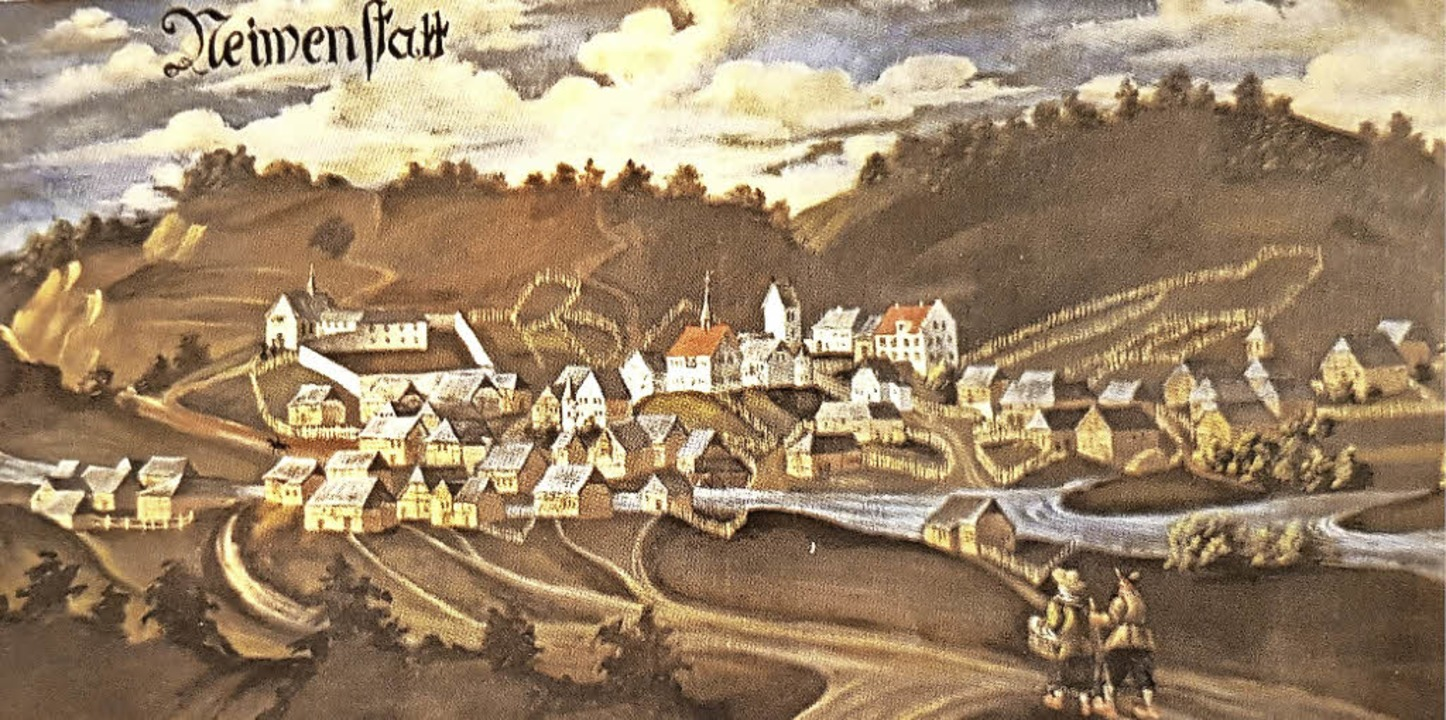
Neustadt um 1680, Gemälde von Martin Menrad

Das Amt Neustadt war in napoleonischer Zeit eine Verwaltungseinheit im Südosten des Großherzogtums Baden. Es bestand von 1807 bis 1813.

## Geschichte

### Historischer Hintergrund
Das im Übergangsbereich des südöstlichen Schwarzwaldes zur Baar gelegene Amt ging auf das fürstenbergische Obervogteiamt Neustadt zurück. Es war eines von fünf Ämtern, in denen Fürstenberg zu Zeiten des Heiligen Römischen Reiches seine Besitzungen in der Baar organisiert hatte.

### In badischer Zeit

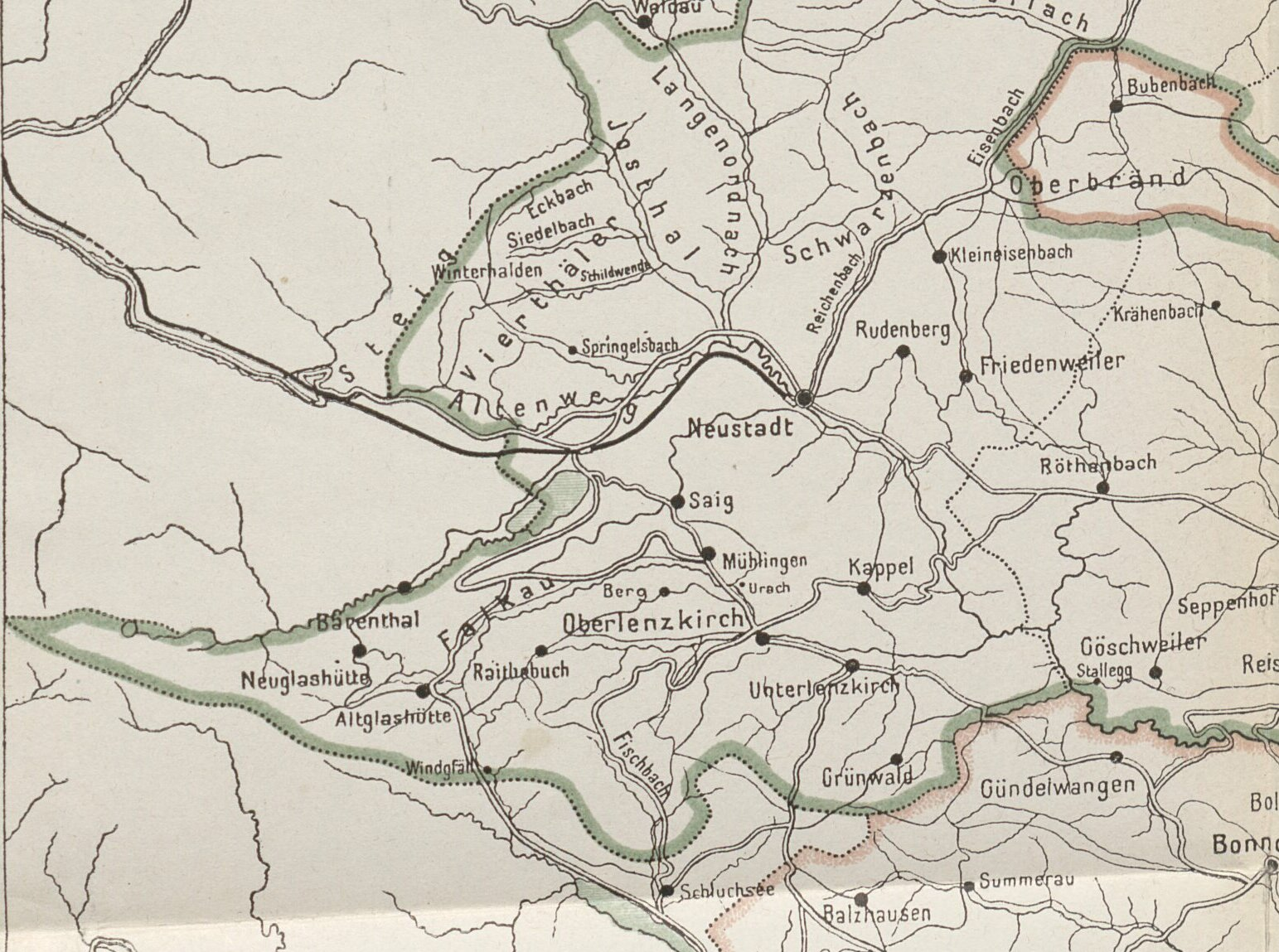
Orte des Amtes Neustadt

Mit der Rheinbundakte von 1806 wurde das Haus Fürstenberg mediatisiert, ihr Fürstentum Fürstenberg zum größten Teil der badischen Landeshoheit unterstellt. Dessen Regierung errichtete daher im Sommer 1807 das standesherrschaftliche Amt Neustadt, das sich, neben der namensgebenden Stadt, aus den Orten Jostal, Eckbach, Siedelbach, Schildwende, Spriegelsbach, Altenweg, Reichenbach (Eisenbach und Rudenberg), Friedenweiler, Altrotwasser, Ober- und Unterlenzkirch, Bärental, Neuhütten, Ober-, Mittel- und Unterfalkau, Raitenbuch, Mühlingen, Kappel und Grünwald zusammensetzte. Im Rahmen der Verwaltungsstruktur des Landes wurde es der Provinz des Oberrheins, auch Badische Landgrafschaft genannt, zugeordnet.
Im Dezember 1807 wurde das Amt Neustadt dem landesherrschaftlichen Obervogteiamt Bonndorf unterstellt. In Umsetzung des Novemberedikts von 1809 wurde diese Konstellation Anfang 1810 aufgehoben, beide Ämter unterstanden nun dem neu errichteten Donaukreis.
Nachdem die Aufhebung der Patrimonialgerichtsbarkeit 1813 eine einheitliche Zuständigkeit der Ämter ermöglicht hatte, entstand aus dem standesherrschaftlichen Amt Neustadt, unter Umgliederung mehrerer Orte, das landesherrschaftliche Bezirksamt Neustadt.

## Weitere Entwicklung
Unter mehrfacher Vergrößerung bestand das Bezirksamt Neustadt bis 1939, dann wurde es in den Landkreis Neustadt umgewandelt. Umbenannt 1956 in Landkreis Hochschwarzwald wurde er Anfang 1973 aufgelöst, dabei kam das Gebiet des ursprünglichen Amtes Neustadt zum Landkreis Breisgau-Hochschwarzwald. Bereits 1971 war der Hauptort mit zwei weiteren Gemeinden zur Stadt Titisee-Neustadt vereinigt worden.